# Iodotropheus declivitas
Iodotropheus declivitas är en fiskart som beskrevs av Stauffer, 1994. Iodotropheus declivitas ingår i släktet Iodotropheus och familjen Cichlidae. IUCN kategoriserar arten globalt som sårbar. Inga underarter finns listade i Catalogue of Life.